# Ислам в Суринаме
Ислам в Суринаме  — исповедует около 13,9 % населения этой страны.

## История
По легенде первыми мусульманами в Суринаме были привезённые европейскими колонизаторами в XVI веке рабы-африканцы, которые впоследствии обратились в христианство. Однако подтверждённым является факт появления мусульман в Суринаме лишь в 1873 году. Это были наёмные рабочие из Индии, Пакистана и Афганистана, которые были приглашены на работу в Суринам. В 1890 году началась миграция индонезийских мусульман с острова Ява. Также появилась и развивалась афро-мусульманская община. В XX веке появилось небольшое количество иммигрантов из Ближнего Востока, которые переселились в Суринам главным образом из Сирии, Ливана и Палестины.

## Численность и расселение
Мусульмане третья по количеству последователей религиозная группа в Суринаме. Согласно официальным данным на 2012 год, мусульманское население Суринама составляет около 13,9 % от общей численности населения страны, что является самым высоким процентом мусульман на южноамериканском континенте. Подобная цифра содержится и в отчёте Pew Research Center. Большинство мусульман, выходцев из Азии — сунниты Ханафитского масхаба, также есть небольшое количество шиитов и амадитов. Ахмадийской общине Суринама принадлежит мечеть Кейзерстрат.
Мусульмане Суринама занимают активную гражданскую позицию, ими была создана Исламская ассоциацию Суринама, также мусульмане представлены в ряде политических партий таких как Прогрессивная реформистская партия Суринама.

## Интересные факты
Лишь Суринам (с 1996 года) и Гайана (с 1998 года) являются двумя странами из Северной и Южной Америки, которые являются государствами-членами Организации исламского сотрудничества.
Первой партией образованной в Суринаме была созданная в 1946 году Мусульманская партия. Объединившись с двумя другими партиями в 1949 году они образовали Прогрессивную реформистскую партию Суринама.